# Boczniakowate
Boczniakowate (Pleurotaceae Kühner) – rodzina grzybów należąca do rzędu pieczarkowców.

## Charakterystyka
Wytwarzają owocniki o mięsistych kapeluszach osadzonych na trzonie lub bocznie przyrośniętych. Bazydiospory gładkie, wysyp zarodników biały.

## Systematyka
Według Index Fungorum bazującego na Dictionary of the Fungi do rodziny Pleurotaceae należą rodzaje:
- Agaricochaete Eichelb. 1906
- Antromycopsis Pat. & Trab. 1897
- Dendrosarcus Paulet 1793
- Geopetalum Pat. 1887
- Hohenbuehelia Schulzer 1866 – bocznianka
- Lignomyces R.H. Petersen & Zmitr. 2015
- Nematoctonus Drechsler 1941
- Nothopanus Singer 1944
- Pleurotus (Fr.) P. Kumm. 1871 – boczniak
- Resupinatus Nees ex Gray 1821 – odgiętka

Polskie nazwy na podstawie pracy Władysława Wojewody z 2003 r.